# Divisioni di Nintendo
La Nintendo è un'azienda giapponese che produce videogiochi e console. Come multinazionale, ha numerose divisioni e società controllate che operano in numerosi paesi, inclusi Stati Uniti d'America, Canada, Francia, Paesi Bassi, Spagna, Russia e Australia.
Al 2021 l'azienda possiede tre divisioni di ricerca e sviluppo in Giappone, due negli Stati Uniti e una in Francia.

## Divisioni interne

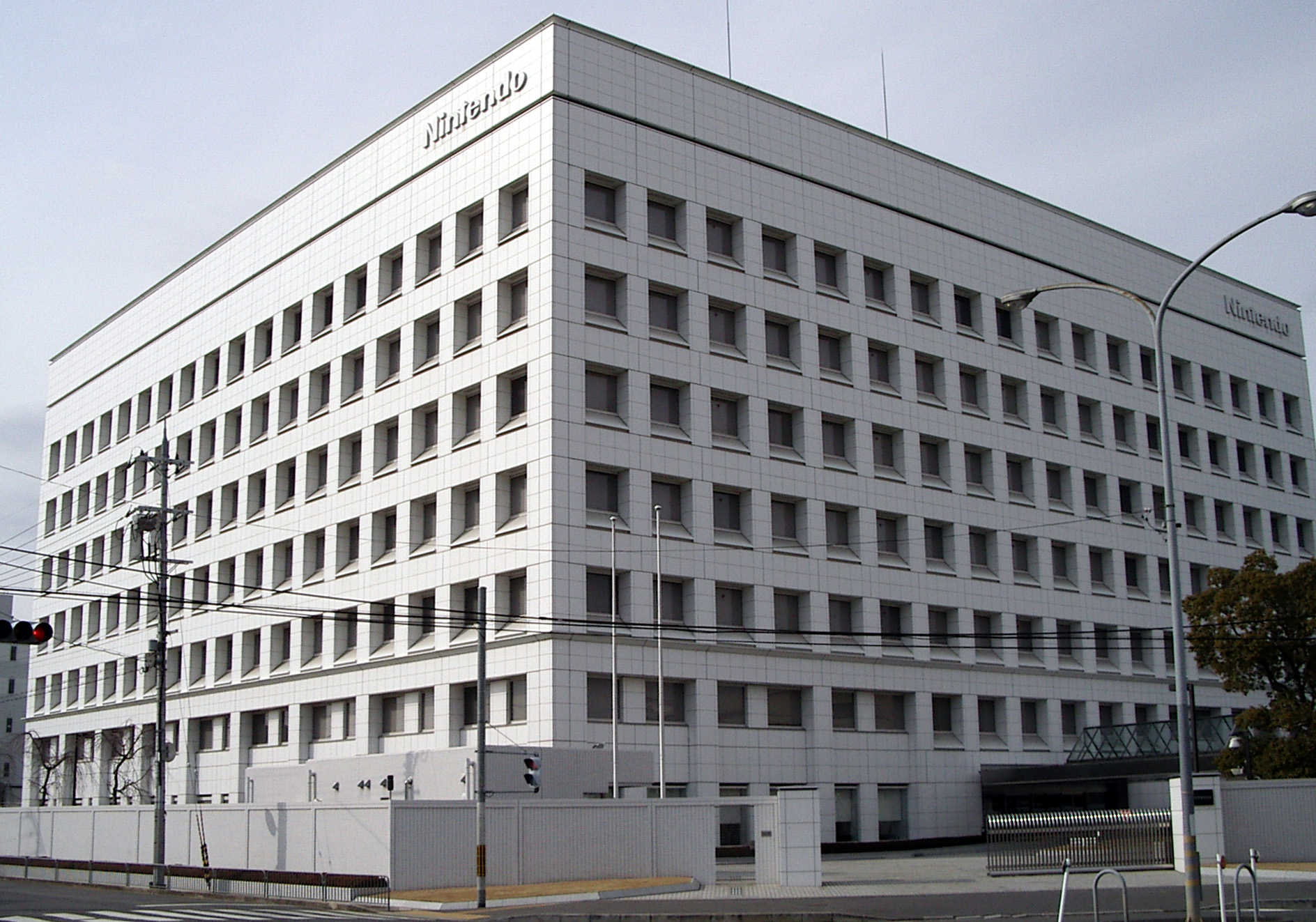
Quartier generale di Nintendo, situato a Kyoto

### Entertainment Planning & Development (EPD)
Nintendo EPD, fondata nel 2015 e con sedi a Kyoto e a Tokyo, è la divisione che si occupa dello sviluppo di nuovi videogiochi. È guidata da Shinya Takahashi.

### Platform Technology Development (PTD)
Nintendo PTD, fondata nel 2015 e con sede a Kyoto, è la divisione che si occupa dello sviluppo di nuovo hardware e della manutenzione dei servizi del Nintendo Network. È guidata da Ko Shiota.

### Business Development Division (BDD)
Nintendo BDD, fondata nel 2015 e con sede a Kyoto, si occupa di supervisionare l'utilizzo di franchise Nintendo da parte di compagnie esterne.

## Divisioni secondarie

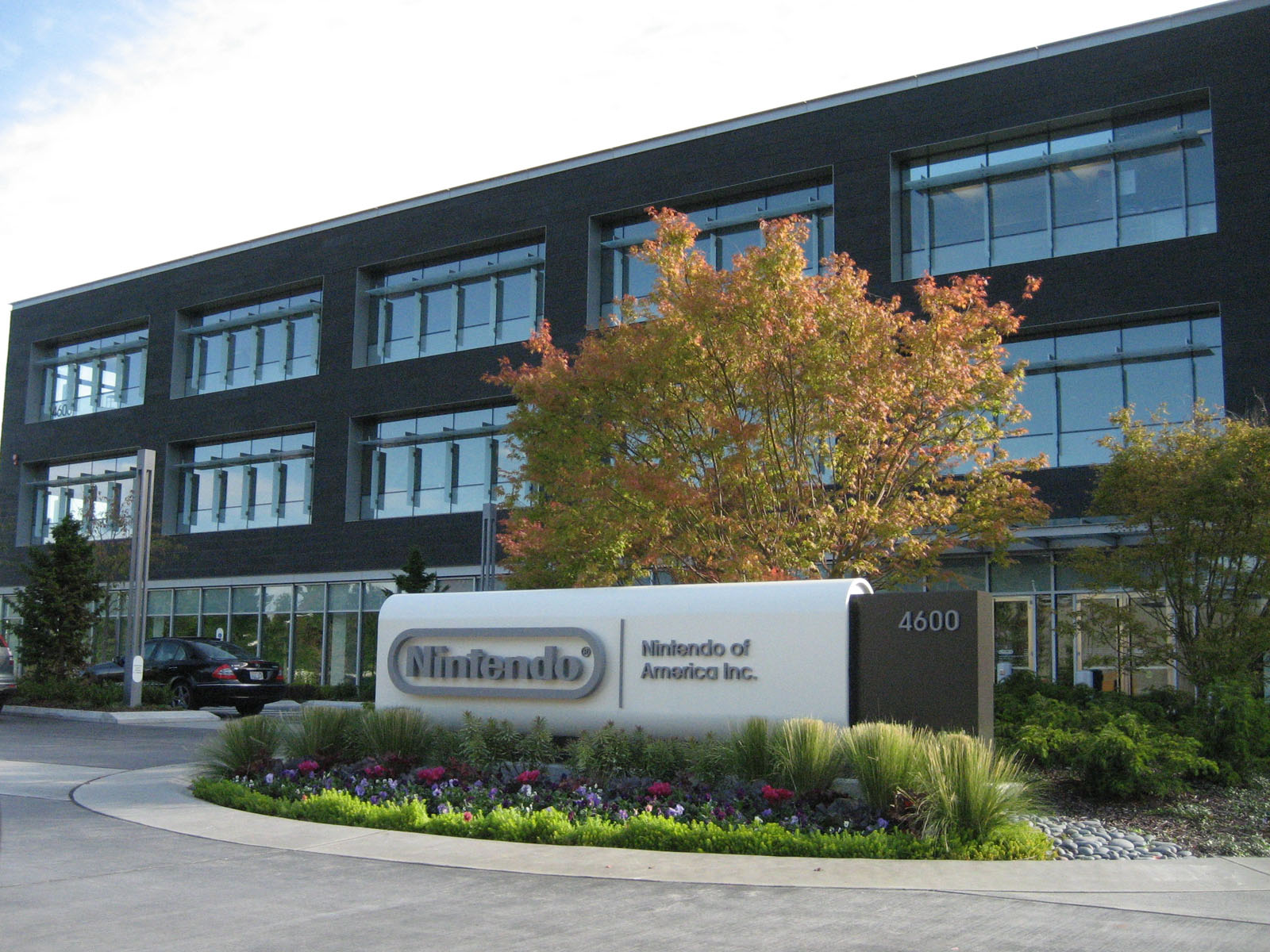
Quartier generale di Nintendo of America, situato a Redmond

### Nintendo Software Technology (NST)
Nintendo Software Technology è un dipartimento di sviluppo software fondato nel 1998 a Redmond. Realizza videogiochi rivolti al mercato statunitense e altri titoli a basso budget.

### Nintendo Technology Development (NTD)
Nintendo Technology Development è un dipartimento di sviluppo software fondato nel 1996 a Redmond. Realizza tecnologie software e SDK per altri team di Nintendo e sviluppatori di terze parti.

### Nintendo European Research & Development (NERD)
Nintendo European Research & Development è un dipartimento di sviluppo software fondato nel 2003 a Parigi. Sviluppa tecnologie software di supporto per gli altri team di Nintendo, in particolare algoritmi di compressione video.

## Società controllate

### Retro Studios
Retro Studios è una software house fondata ad Austin nel 1998 da Jeff Spangenberg in accordo con Nintendo.

### NDcube
NDcube è una software house fondata da Nintendo e Dentsu nel 2000 e con sedi a Tokyo e a Sapporo.

### 1-Up Studio
1-Up Studio è una software house fondata a Tokyo nel 2000 con il nome di Brownie Brown Inc. Ha cambiato il nome in quello attuale nel 2013.

### iQue
iQue è un'azienda fondata a Suzhou nel 2002. È il marchio utilizzato da Nintendo in Cina.

### Monolith Soft
Monolith Soft è una software house fondata a Tokyo nel 1999. Nel 2007 è stata acquistata da Nintendo.

### Next Level Games
Next Level Games è una software house canadese che dal 2005 collabora strettamente con Nintendo. Nel 2021 è stata acquistata da quest'ultima.

### Shiver Entertainment
Shiver Entertainment è una software house americana fondata nel 2012. Ha sviluppato le conversioni per Nintendo Switch di Hogwarts Legacy e Mortal Kombat 1.

## Team di sviluppo chiusi

### Research & Development 1 (R&D1)
Nintendo R&D1 è stato un dipartimento di sviluppo software e hardware fondato nel 1966 a Kyoto e guidato da Gunpei Yokoi. Progettò tutte le console portatili di Nintendo fino al Virtual Boy. Venne chiuso durante una ristrutturazione aziendale nel 2004 e i suoi sviluppatori confluirono nei team Nintendo EAD e Nintendo SPD.

### Research & Development 2 (R&D2)
Nintendo R&D2 è stato un dipartimento di sviluppo software e hardware fondato nel 1977 a Kyoto e guidato da Masayuki Uemura. Progettò tutte le console domestiche di Nintendo fino al Super Nintendo. Venne chiuso durante una ristrutturazione aziendale nel 2004 e i suoi sviluppatori confluirono nei team Nintendo EAD e Nintendo SPD.

### Research & Development 3 (R&D3)
Nintendo R&D3 è stato un dipartimento di sviluppo software e hardware fondato nel 1980 a Kyoto e guidato da Genyo Takeda. Nei primi anni realizzò videogiochi rivolti principalmente al mercato statunitense e periferiche e tecnologie hardware di supporto alle console Nintendo. Successivamente si occupò della progettazione del Nintendo 64 e dal 1996, con il nuovo nome di Nintendo IRD, si dedicò esclusivamente allo sviluppo hardware.

### Research & Development 4 (R&D4)
Nintendo R&D4 è stato un dipartimento di sviluppo software fondato nel 1984 a Kyoto e guidato da Hiroshi Ikeda. Shigeru Miyamoto e Takashi Tezuka, game designer del team, idearono le serie di successo Super Mario e The Legend of Zelda. Nel 1989 R&D4 venne ampliato e acquisì il nuovo nome di Nintendo EAD.

### Tokyo Research & Development Products
Nintendo Tokyo R&D Products venne creato nel 1987 a Tokyo come team di appoggio alla sede principale di Kyoto. I piani originali furono però annullati poco tempo dopo e il gruppo venne chiuso nel 1989. Collaborò con Ape Inc. allo sviluppo di Mother.

### Entertainment Analysis & Development (EAD)
Nintendo EAD è stato un dipartimento di sviluppo software guidato principalmente da Shigeru Miyamoto e Takashi Tezuka. La divisione, fondata nel 1989 a Kyoto, deriva dalla precedente unità di ricerca e sviluppo denominata Nintendo R&D4. Durante una ristrutturazione aziendale nel 2004, vennero aperti due sottogruppi di EAD in una nuova sede a Tokyo. Nel 2015 si è fusa con la Nintendo Software Planning & Development Division dando vita a Nintendo EPD.

### Nintendo of America Special-Projects
NOA Special-Projects è stato il primo dipartimento di sviluppo software di Nintendo of America, aperto nel 1990 per produrre videogiochi rivolti al mercato statunitense. Gli analisti di mercato Jeff Hutt e Don James erano a capo della divisione. Il gruppo lavorò ai giochi sportivi NES Play Action Football, Play Action Football, Super Play Action Football e alla versione per Game Boy di Ken Griffey Jr. Presents Major League Baseball. Venne chiuso nel 1997.

### Research Engineering & Development (RED)
Nintendo RED è stato un dipartimento di sviluppo hardware fondato nel 1996 a Kyoto e guidato da Satoru Okada. Si occupò di progettare le console portatili di Nintendo dopo che Gunpei Yokoi uscì dalla compagnia quello stesso anno. Nel 2013 Nintendo RED è stata accorpata a Nintendo IRD.

### Integrated Research & Development (IRD)
Nintendo IRD è stato un dipartimento di sviluppo hardware guidato da Genyo Takeda. La divisione, fondata nel 2000 a Kyoto, deriva dalla precedente unità di ricerca e sviluppo denominata Nintendo R&D3. Si occupò di progettare tutte le console domestiche di Nintendo fino al Wii U. Nel 2015 si è fusa con la Nintendo System Development dando vita a Nintendo PTD.

### System Development
Nintendo System Development è stato un dipartimento di sviluppo software e hardware fondato nel 1996 a Kyoto. Nei primi anni si dedicò alle periferiche Satellaview ed e-reader e alla console portatile Pokémon Mini. Successivamente si occupò della manutenzione del Nintendo Network e della programmazione di librerie di supporto. Nel 2015 si è fusa con Nintendo IRD dando vita a Nintendo PTD.

### Software Planning & Development (SPD)
Nintendo SPD è stato un dipartimento di sviluppo software fondato nel 2003 a Kyoto. Parte degli sviluppatori provenivano dai gruppi Nintendo R&D1 e Nintendo R&D2. SPD lavorava a giochi sperimentali a basso budget e supervisionava lo sviluppo di giochi di franchise Nintendo realizzati da software house esterne. Insieme a Nintendo SDD formava la Nintendo Software Planning & Development Division. Nel 2015 si è fusa con Nintendo EAD dando vita a Nintendo EPD.

### Software Design & Development (SDD)
Nintendo SDD è stato un dipartimento di sviluppo software fondato nel 2003 a Kyoto. Si occupò delle applicazioni di sistema delle console Nintendo dal DS al Wii U. Insieme a Nintendo SPD formava la Nintendo Software Planning & Development Division. Nel 2015 si è fusa con Nintendo EAD dando vita a Nintendo EPD.

### Project Sora
Project Sora è stato un team di sviluppo fondato da Satoru Iwata e Masahiro Sakurai nel 2009 per realizzare il gioco Kid Icarus: Uprising. Nel 2012, a lavoro concluso, il gruppo è stato sciolto e Sakurai è tornato a collaborare con Nintendo tramite Sora, azienda di cui è fondatore.

### Network Service Database (NSD)
Nintendo NSD è stato un team di sviluppo software fondato nel 2009 a Kyoto con il compito di manutenere il Nintendo Network. Nel 2018 l'azienda è stata liquidata.